# Никаноровская летопись
Никаноровская летопись — русская летопись второй половины XV, оканчивающаяся известиями под 1471 годом.

## Текстология
Известна в списке XVII века и копии этого списка. Летопись была открыта для исторической науки А. А. Шахматовым, который назвал дал ей имя одного из владельцев рукописи — настоятеля Новоиерусалимского монастыря архимандрита Никанора (1686—1698).
Шахматов указал на почти полную идентичность Никаноровской и Вологодско-Пермской летописей до известий под 1471 годом. На этой погодной статье первая кончается, вторая продолжается статьями, связанными с Вологдой и севернорусскими землями.

## Происхождение
Шахматов считал, что Никаноровская и Вологодско-Пермская летописи основаны на своде 1472 года, лишь заключительная часть которого, статьи XV века, связана с великокняжеским летописанием. По мнению М. Д. Присёлкова, Никаноровская летопись в целом отражает великокняжеский свод 1472 года, который был составлен после победы Москвы над Новгородом в 1471 году. По другой версии Никаноровская летопись представляет собой дефектный список Вологодско-Пермской летописи, обрывающийся на статье 1471 года. По мнению Я. С. Лурье, более вероятно предположение об общем протографе этих летописей.
Известны также два фрагментарных летописных текста, близких к Никаноровской и Вологодско-Пермской летописям: Музейный летописец в двух списках и текст, обрывающийся на 1469 годе и сохранившийся в «Летописи русской», принадлежавшей западноукраинскому историку И. Лавровскому.
Никаноровская и Вологодско-Пермская летописи, а также два данных текста основаны на тексте, близком к Софийской первой летописи старшей редакции — гипотетическом своде 1448 года, но существенно сокращённом, в котором было опущено большое число новгородских известий, религиозных сентенций и цитат. Наиболее последовательно отредактированы известия об изгнаниях князей из Новгорода («изгнаша», «выгнаша», «выведоша», «показаша путь (князю)» заменены на «(князь) изыде», «выеха» и др.) и о всех переменах власти в Новгороде, которые представлены как следствие инициативы владимирско-московских великих князей. На этих основаниях предполагается, что протографом этих текстов была московская великокняжеская летопись 1450—1470-х годов. Из этого же великокняжеского свода предположительно происходит ряд пространных рассказов о междоусобной войне в Московской Руси в 1430—1440-х годах, в которых выказывается сочувствие к Василию II Тёмному, в том числе летописная повесть о его ослеплении. Позднее эти рассказы вошли в Московский великокняжеский свод 1479 год и использовались всем последующим официальным летописанием.
Последовательность при исключении всех упоминаний об изгнании новгородских князей в историографии объясняется тем, что Яжелбицким миром 1456 года и Коростынским миром 1471 года новгородская государственно-правовая система формально не отменялась, и московские великие князья обязывались держать Новгород «в старине», по причине чего были нежелательны упоминания о прежнем праве новгородцев изгонять неугодных князей.
В отличие от Музейного летописца и летописи Лавровского в протографе непосредственно Никаноровской и Вологодско-Пермской летописей имелись также известие о трёх браках московского князя Симеона Гордого (жил в 1317—1353) и пространный рассказ о нападении Едигея на Москву (1408) — из Троицкой летописи, нападении Талыча на Владимир (1410) и других событиях 1408 года. Последние рассказы также вошли в более позднее летописание.

## Издание
- Полное собрание русских летописей. — М. ; Л., 1962. — Т. 27. — С. 17—161.